# Borjana Krišto
Borjana Krišto (13 de agosto de 1961) é uma política bosna-croata. É a atual Presidente do Conselho de Ministros da Bósnia e Herzegovina desde 25 de janeiro de 2023.
Ela serviu anteriormente como Presidente da Federação da Bósnia e Herzegovina de 2007 a 2011. Krišto é a primeira mulher a ocupar os dois cargos.